# Dimos Skydra
Dimos Skydra (Skydra) är en kommun i Grekland.   Den ligger i prefekturen Nomós Péllis och regionen Mellersta Makedonien, i den norra delen av landet, 300 km norr om huvudstaden Aten. Antalet invånare är 20 720.